# 勞埃德 (蒙大拿州)
勞埃德（英語：Lloyd）是位於美國蒙大拿州布萊恩縣的非建制地區。

## 歷史
勞埃德的郵局於1890年設立，其後於1992年停運。

## 地理
勞埃德所處的海拔為高於海平面1183米（即3881英呎），而該地所採用的時區為UTC-6，即北美山地時區（MST）。同時該地設有夏令時間，為UTC-7調快一小時，即UTC-6（MDT）。